# カラマイ空港
カラマイ空港（－くうこう）は中華人民共和国新疆ウイグル自治区カラマイ市に位置する空港。カラマイ市中心から13km離れている。華夏航空の焦点空港である。

## 沿革
- 1958年 - 小型の飛行場として建設。[4]
- 1998年 - 使用停止[4]
- 2003年8月18日 - 新空港建設開始[4]
- 2005年8月18日 - 新空港完成[4]
- 2005年10月6日 - 拡張工事が完成し、3Cから4Dに昇格[4]
- 2006年4月 - 正式開港[5]
- 2020年1月 - 臨時航空出入国管理事務開始。中国南方航空がノボシビルスクへ就航[6]。

## 就航航空会社と就航路線
- 中国南方航空 - 広州、鄭州、カシュガル、コルラ市、ウルムチ[7]
- 中国国際航空 - 成都、西安、杭州、グルジャ市、北京
- 幸福航空 - アルタイ、ボルタラ市（中国語版）、カナス湖
- 中国東方航空 - 西安
- ウルムチ航空 - ウルムチ、ホータン
- 華夏航空 - トルファン、アルタイ、重慶、クチャ、カシュガル、ハミ、ボルタラ市（中国語版）、コルラ市

### 過去就航していた航空会社
- 上海航空 - 上海、鄭州[8]
- 深圳航空 - 鄭州、太原、深圳、南京
- 山東航空 - 鄭州、廈門

## 註釈・参考資料
1. ↑  Airports in China from AirfieldMaps.co.uk
2. ↑  克拉瑪依機場簡介（新疆機場集団）
3. ↑  克拉瑪依機場 (新疆民航広告公司)
4. 1 2 3 4 5  南航波音757試飛新疆克拉瑪依新機場成功（民航資源網）
5. ↑  克拉瑪依機場発展歴程及概况（新疆機場集団）
6. ↑  交通腾飞大发展
7. ↑  (KRY) Karamay Airport Departures, Arrivals, and Information